# Lakner Sándor
Lakner Sándor (Pest, 1822 – 1847) fővárosi hivatalnok, író, műfordító.

## Élete
Tanult Pesten 1837-ben a költészeti osztályban. Előbb a papi pályára lépett és 1842-43-ban III. éves teológus volt Veszprémben, később Pest városánál vállalt iktatói hivatalt és mint ilyen halt meg 1847-ben. A Kisfaludy Társaság pályázatán A monda elmélete című értekezése 1848. február 9-én jutalomban részesült.
Lírai és epikai költeményeket és beszélyeket írt a következő hírlapokba és folyóiratokba: Regélő (1838., 1840. Két elbeszélés és költ.), Athenaeum (1840-43. költ. és négy beszély), Regélő Pesti Divatlap (1842., 1844. beszély és költ.), Klegl-Könyv (I. II. 1842. költ.), Nemzeti Almanach (II. 1842. költem.), Magyar Életképek (1843. elb.), Emlény (1843. költ.), Életképek (1843-1846. tizenöt beszély, rajz és költ.), Pesti Divatlap (1844-47. öt beszély és fővárosi életkép), Honderű (1846-47. öt beszély és költ.)

## Munkái
- Örvendés, melyet tiszt. s tudós Jallosics András úrnak, a kegyes oskolák rendén lévő áldozó papnak s a pesti főgymnasiumban a 6. osztály tanítójának neve ünnepére tanulótársai nevében hála-tiszteletül szentel ... Szent-András hava 30. 1887. Pest. (Költ.)
- Emlénybimbók. Uo. 1840. (Költ. Ism. Honművész 75. sz.)

### Műfordítások
- Flygare-Carlén Emilia, A sziget rózsája. Svéd regény, ford. Uo. 1844. Két kötet. (Külföldi Regénytár XIX-XXI.)
- Palzownő, Tyrnau Tamás. Német regény, ford. Ugyanott, 1845. (Uj Külf. Regénytár V-VIII.)